# Rita Calderoni
Rita Calderoni (Rossiglione, Liguria; 22 de febrero de 1951) es una actriz italiana. Principalmente activa en la década de 1970 en Italia, es conocida por sus papeles en muchas películas del cine B de la época.

## Vida y carrera
Calderoni nació en Rossiglione en la provincia de Liguria en 1951. De joven, con ganas de convertirse en bailarina, asistió a clases de baile clásico durante cinco años en Génova. Después de que su familia se mudó a Údine, ella decidió, considerando su altura, seguir su deporte favorito, el baloncesto, entrando en el equipo de baloncesto femenino de Údine.
En 1967, fue descubierta por el director Sergio Pastore, con quien haría su debut en la película Omicidio a sangue freddo ese mismo año. Este fue el comienzo de una carrera como actriz de unos 16 años, durante la cual estaría filmando 33 películas, sobre todo policiacas y de terror. Aparte de la mayoría de las obras, que fueron de bajo presupuesto (entre ellas, varias de Renato Polselli, Luigi Batzella o Amasi Damiani), Calderoni también fue contratada por algunos de los directores más importantes, como Elio Petri, Ettore Scola y Eriprando Visconti. Aunque nunca fue conocida por un público más amplio, fue capaz de adquirir el estatus de estrella de culto a lo largo de los años. A partir de 1973, estuvo casada con Giancarlo Callarà durante algún tiempo. En algunas películas fue dirigida por el seudónimo Rita Caldanà. Terminó su carrera en 1983.

## Filmografía
- Omicidio a sangue freddo (1967)
- Un tranquillo posto di campagna (1968)
- La monaca di Monza (1968)
- Il commissario Pepe (1969)
- Oh dolci baci e languide carezze (1969)
- Questa libertà di avere le ali bagnate (1970)
- Gradiva (1970)
- La verità secondo Satana (1971)
- Un gioco per Eveline (1971)
- Il vero e il falso (1972)
- Delirio caldo  (1972)
- Riti, magie nere e segrete orge nel trecento (1972)
- Quando le donne si chiamavano madonne (1972)
- Number One (1973)
- Las amazonas (1974)
- Anno uno (1974)
- La via dei babbuini, (1974)
- La sensualità è... un attimo di vita (1974)
- Il trafficone (1974)
- Nuda per Satana (1974)
- Vieni, vieni amore mio (1975)
- End of the Game (1975)
- L'ultima regia (1977)
- Fate la nanna coscine di pollo (1977)
- D'improvviso al terzo piano (1977)
- Torino centrale del vizio (1979)
- Mia moglie è una strega (1980)
- Historia de Piera (1983)